# Sergiu Nazar
Sergiu Nazar (2 luglio 1997) è un calciatore moldavo, attaccante del Lichtenauer.

## Carriera
Cresciuto nel Milsami Orhei, con cui esordisce nel 2016 anche a livello professionistico, ha giocato successivamente in massima serie moldava con le maglie di Sfîntul Gheorghe e Codru Lozova. Nel 2019, torna nuovamente al Milsami Orhei.